# Вахнюк Артем Андрійович
Артем Андрійович Вахнюк (? — ?) — український радянський діяч, в.о. голови та заступник голови виконавчого комітету Харківської обласної ради депутатів трудящих. 

## Біографія
Член ВКП(б).
З березня 1939 року — 1-й секретар Вовчанського районного комітету КП(б)У Харківської області.
На 1940—1943 роки — заступник голови виконавчого комітету Харківської обласної ради депутатів трудящих.
Учасник німецько-радянської війни. У 1942—1943 роках — уповноважений Військової ради Сталінградського фронту у 8-й гвардійській армії.
У 1943 році — виконувач обов'язків голови виконавчого комітету Харківської обласної ради депутатів трудящих.
У червні 1944 — серпні 1946 року — заступник голови виконавчого комітету Житомирської обласної ради депутатів трудящих. Знятий із посади «як такий, що не впорався із роботою».
Подальша доля невідома.

## Нагороди
- ордени
- медалі
- медаль «За оборону Сталінграда» (1943)